# Неофит I Камбанийски
Неофит (на гръцки: Νεόφυτος) е гръцки духовник, епископ на Вселенската патриаршия.

## Биография
В 1795 година е ръкоположен за камбанийски епископ. След избухването на Гръцкото въстание в 1821 година е затворен за кратко от османците. След това става наместник на хвърления в затвора митрополит на Солун Матей (1821 – 1823). Умира в 1828 година.